# Bótrágy
Bótrágy (ukránul: Батрадь (Batragy)) falu Ukrajnában, Kárpátalján, a Beregszászi járásban.

## Földrajz
A község északi része a főleg ukránok lakta Újbótrágy. Szomszédos települései néhány kilométerre találhatóak: északi irányban Bátyú (5 km), délkeleten Beregsom, keleten Rafajnaújfalu. míg nyugaton társközsége, Harangláb (2 km) fekszik. A települést átszeli a Szernye-kanális, a község határában folyik a Csaronda-patak. A faluban található két mesterségesen kialakított tó, és szintén itt található az egykoron rendkívül gazdag állatvilággal rendelkező Mosnó-tó.
A község az Ukrán-Kárpátok délnyugati oldalán fekszik, a Közép-dunai-alföld részét képező Kárpátaljai-alföldön. A település a Csap–Beregszász–Nagybánya törészónában fekszik, melyet sokan a Pannon-medence és a Kárpátaljai-alföld közötti határnak tekintenek. Geomorfológiailag a terület negyedidőszaki feltöltött alluviális síkság, pontosabban a holocénben kezdett kialakulni mai formája. Az észak-északkeletről érkező Tisza és mellékfolyói hordalékaikkal folyamatosan töltötték fel változó vastagságban. A feltöltődés mértéke az aljzat kiemeltségétől függ. Aljzatában főleg szarmata agyag, iszap, homokkő és tufa található, amit pliocén és negyedidőszaki folyóvízi üledékek borítanak.
A Szernye-tó, a Vérke- és a Borzsa-folyók környékén a vizek lecsapolása előtt számtalan kisebb-nagyobb patakok és mocsarak árasztották a sík határokat. Bótrágynál a Karakó, Espánláz, Lógató, Bálpataka és Magas gorondközi, valamint a Jászló és Mátra mocsarak. 

### Éghajlat
A térség a mérsékelt éghajlati övben fekszik. Ezáltal itt a négy évszak elkülönülése érzékelhető. Mivel a közelben nincs nagy kiterjedésű vízfelszín, ezért ez nem befolyásolja éghajlatát. Ellenben befolyásolják az éghajlatot a ciklonok, valamint a légtömegek gyakori váltakozásai. Meleg nyár és nem túl hideg tél jellemzi. Időjárása tehát nem stabil, hanem rendkívül változatos. Az enyhe, ködös, csapadékos telű és mérsékelt nyarú, szabályos csapadékeloszlású atlanti klíma elemei éppúgy megtalálhatók éghajlatunkban, mint ahogyan a meleg, aszályos nyarú és határozott kora nyári csapadék csúcsértéket mutató, fagyos telű kelet-európai (kontinentális), vagy az őszi és téli esőzésekben gazdag, forró, száraz nyarú és enyhe, hótlan telű földközi-tengeri éghajlat éghajlati elemei. A léghőmérséklet évi menetének legáltalánosabb jellemvonásait már a havi átlagok alapján is megadhatjuk.
Éghajlatának mutatói:
- Az évi napsugárzás összmennyisége 4500–4600 MJ⁄m².
- A levegő középhőmérséklete januárban -2° – -3°.
- A levegő középhőmérséklete júliusban +20° – +21°.
- Az évi csapadékmennyiség 650 mm.

A levegő átlagos páratartalma 65-85%, télen 90%-nál több, nyáron 60% fölött ritkán van. A tél általában 75-85 napig tart. Ezt az évszakot mindig fagy és kevés hó kíséri. A fagymentes napok száma 190. Általában október 20-tól április 20-ig jelentkeznek fagyok. A tavasz legkorábban Ukrajna délnyugati részén köszönt be. A település területi elhelyezkedése miatt ebbe a sávba tartozik. A nyár igen meleg és általában 100 napig tart. A csapadék mennyiségének 35-40%-a ebben az évszakban hull le. Az ősz beköszöntével hirtelen csökken a levegő hőmérséklete. Egyre nő a csapadékos és a ködös napok száma.

### Élővilága
Bótrágy területének talajviszonyai nem túl változatosak, mivel maga a területe sem nagy kiterjedésű. A legelterjedtebb a barna erdőtalaj, mely a terület jelentős részét, kb. 75%-át alkotja, néhol a podzolos-gyeptalaj, homok és homokos agyagtalaj elglejesedett fajtái is előfordulnak.
Növény- és állatvilága kifejezetten szegényes. Növényzetét tekintve a legjelentősebb a tölgy (Quercus), nyár (Populus), kőris (Catocala diversa), szil (Ulmus), gyertyán (Carpinus betulus), és akác (Robinia pseudoacacia), de helyenként előfordul szelídgesztenye (Castanea sativa) is. Az erdei aljnövényzetet tekintve jellemző a szeder (Rubus) és a földieper (Fragaria), a cserjések közül legelterjedtebb a csipkebogyó (Rosa canina) és a kökény (Prunus spinosa). A magas talajvízszintű területeken nád (Phragmites australis), sás (Carex), páfrányok (Pteridopsida, Polypodiopsida vagy Filicopsida) találhatók, a réteken pedig különböző fűfélék.
Állatvilága vegyes képet mutat, mivel megtalálhatók mind az erdős területekre, mind a síkvidéki területekre jellemző fajok. Az állatfajok közül főleg rókával, vaddisznóval, nyúllal találkozhatunk. Különböző csúszómászók (vízisikló, parlagi vipera, fürge gyík), rágcsálók (patkány, mezei egér, cickány, nyest), illetve madárfajok (fácán, vadkacsa, szürke gém, fehér gólya, feketerigó, sárgarigó, rozsdafarkú, vetési varjú, a ragadozó madarak közül egerészölyv és vércse.) és néhány halfajta terjedt el (ponty, kárász, csuka, harcsa stb.).

## Történelem
A helység már a XII. században létezett, s akkor a Betke család bírta, akitől Bánk bán veje, Simon kapta. Tőle elkobzás folytán az itteni birtok a koronára szállt, ám 1270-ben Rusdi Mihály kapta meg. Majd a terület második feleségének, Berenczei Náné fiának tulajdonába került. Aztán a Lónyai család birtoka volt, így Bótrágyot ezen időszakban, mint a Nagy-Lónya uradalomhoz tartozó birtokot tartották számon. 1413-ban zálogcímen beiktatták négy itteni jobbágy-telek birtokába, amelyet Kereknyei Imre plébános és testvére, Márton birtokoltak (Botlik József – Dupka György (1993): Magyarlakta települések ezredéve Kárpátalján. Intermix Kiadó, Ungvár–Budapest.)
A XVI. század első felében a község lakói előbb az evangélikus, majd a református hitre tértek. Az 1567-ben átvonuló tatárok a helységet megkímélték, a körülötte talált tanyákat azonban felégették. Ekkor 7 kapu találtatott itt, majd 1600-ban 6 után vetettek ki adót (Botlik József – Dupka György (1993): Magyarlakta települések ezredéve Kárpátalján. Intermix Kiadó, Ungvár–Budapest). 1595-ben már virágzó gyülekezetként említik, amelynek Bátyú és Harangláb voltak a fiókintézményei. 1600-ban Petrohai András volt a papja.

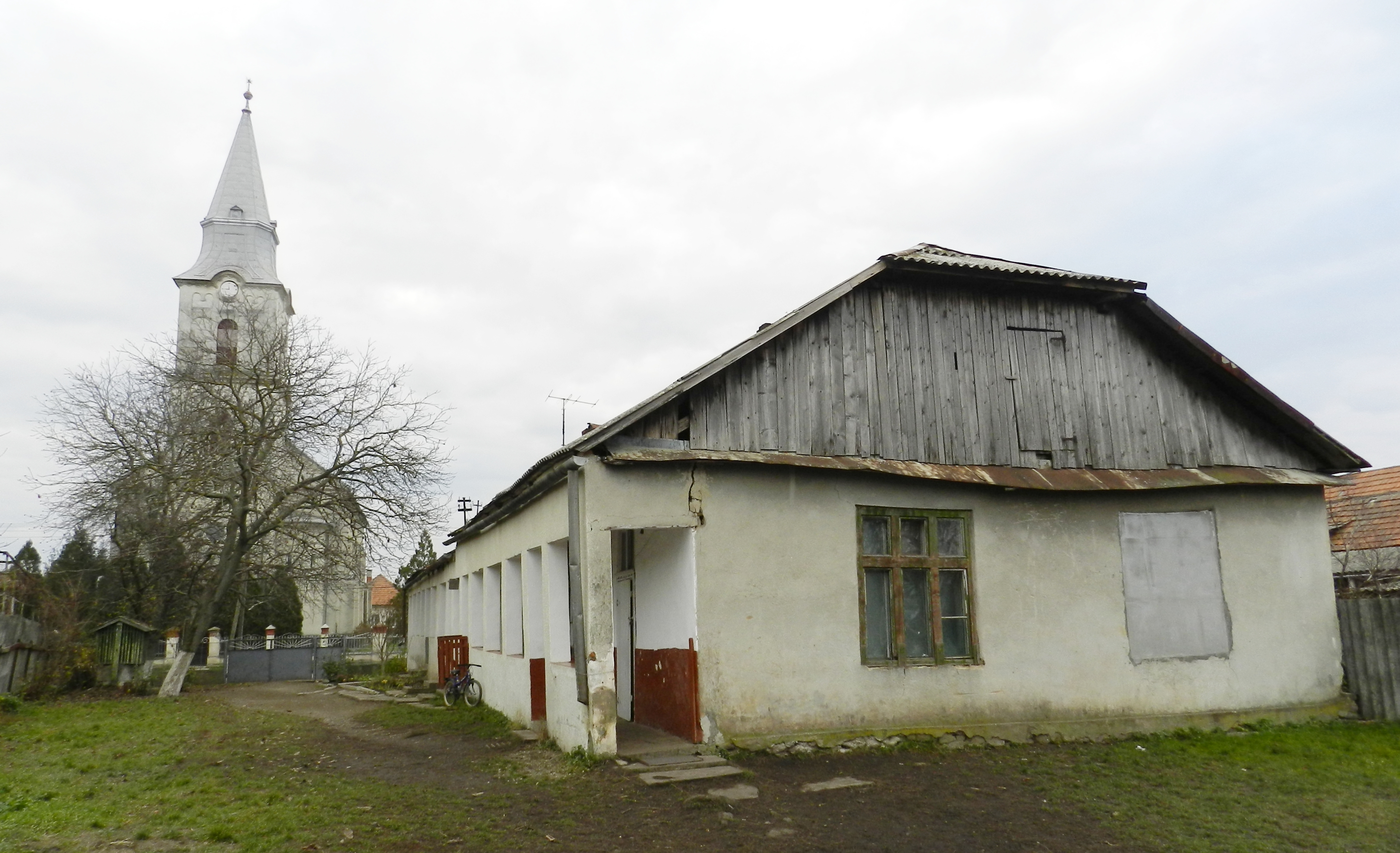
Templom és iskola

Anyakönyve 1775-től kezdődik, ekkor Bótrágyon 154 ház volt, 1054 fő volt a lakossága és 4844 holdnyi terület tartozott hozzá.Ezek közül a legnagyobbak a Tóerdő, Jakbandó, Hollós és Petre nevezetű területek, melyek Haranglábbal együtt egy adó-községet képeztek. Főbb birtokosai: Lónyai Gábor, Albert és Sarolta, Ehremreich Izidor, Bagu József, Bajusz Antal és József, Demjén Gábor, Farkas Ferenc, Gál Péter, Gönczy Antal utódai, Izsák Gábor, Péter János stb. (Lehoczky, 1881).
A 18. század végén Vályi András így ír róla: „BOTRÁGY. Magyar falu Bereg Vármegyében, birtokosai külömbféle Urak, lakosai reformátusok, fekszik Bátyuhoz két órányira, hartárja termésbéli tulajdonságaira nézve Bátyuhoz hasonlít, kivévén hogy itten a’ községnek jó nagy réttye van, tsíkja nevezetes, harmadik Osztálybéli.”
Fényes Elek 1851-ben kiadott geográfiai szótárában így ír a faluról: „Botrágy, magyar falu, Beregh vmgyében, Kaszonyhoz északra 1 1/2 órányira: 4 r. kath., 18 g. kath., 474 ref. lak. Ref. anyaszentegyház. Határa mindent megterem; fája, szénája, nádja, csikja bőséggel. F. u. többen.”
A XIX. század végén lett lerakva a falun keresztülhaladó vasútvonal. Az 1890-es évben a faluban 200 család élt, ezek többsége másik 3–4 családdal lakott egy udvaron (Kovács Sándor 1999: Kárpátaljai útravaló. Püspöki Kiadó, Budapest) .Ekkor a falu egy részét még erdő borította, később ezek nagy részét kivágták és a földet átadták a parasztoknak. Ők 3 évig gondozhatták a nekik bérbe adott földet, majd ezután magas áron adták el másoknak. A falu lakosainak a többsége ebben az időben halászattal is foglalkozott, a kifogott halat a munkácsi piacon értékesítették.
A trianoni békéig Bereg vármegye Mezőkaszonyi járásához tartozott. Ekkor a mesterségesen létrehozott Csehszlovákiához csatolták. Az első bécsi döntés alapján 1938 és 1945 között ismét Magyarországhoz került. A visszacsatolás után a kolóniákon csak ukránok, ruszinok maradtak. A cseh iskolákat felszámolták.
1944. október 28-án a szovjet hadsereg foglalta el a falut, majd a következő évben Kárpát-Ukrajna hivatalosan is Szovjetúnó, azon belül az USZSZK része lett. A II. világháborúnak és az azt követő hónapoknak itt is megvoltak az áldozatai. A lágerekbe elhurcoltak száma 153 ember, ebből 80 meghalt, és 73 ember visszatért. A második világháborúban a községből kilencen haltak oda (Botlik–Dupka, 1993).
1948-ban megalakul a Győzelem kolhoz, vezetője Fehér László. Ugyanebben az évben nyitotta meg kapuit a hétosztályos magyar iskola is. 1977-ben felépült a községi kultúrház, 1986-ban az orvosi rendelőintézet átköltözik egy új épületbe. A szovjet érában a helyi lakosok túlnyomó többsége az itteni kolhozban, illetve annak melléküzemágaiban dolgozott. A férfiak egy másik jelentős része pedig Beregszászon – főként a famegmunkáló cégeknél, a finommechanikai üzemben (vasgyár) s a műszergyárban vállalt munkát. A helybéliek közül sokan helyezkedtek el a vasútnál is.
1991 óta Ukrajnához tartozik. Jelenleg a vasút a korábbinál jóval kevesebb helybélit, mintegy 45–50 férfit foglalkoztat. 2000 tavaszán itt is felbomlott a kolhoz, az aktív tagok és a kolhoznyugdíjasok átlagosan 2,5 hektárnyi földrészhez jutottak. Ezek képezték akkor a családi vállalkozások alapját. 

## Népesség
Lakossága az évek hosszú során jelentősen változott. Az utóbbi időben a népességszám emelkedése figyelhető meg, eltérően Kárpátalja más magyarlakta településétől, de ez csak a 2001-es népszámlálást követő években jelentkezett. A 2001-es évig a népesség csökkenése volt jellemző. Ennek alakulását számos tényező befolyásolta. Ilyen tényező például az életszínvonal jelentős csökkenése, vagy a házasságkötések számának visszaesése. Jelentős befolyásoló hatása van annak is, hogy a település lakosságának nagy része munkanélkülivé vált már az 1990-es évek közepétől, amelyből a már lassan befejeződő földprivatizáció várhatóan csak részben hoz változást.
Bótrágy lakóinak száma a 2014. január 1-i adatok szerint 1867 fő.
Bótrágy lakosságának száma 1910 és 2014 között:
| Év                | 1910 | 1944 | 1991 | 2001 | 2006 | 2008 | 2010 | 2012 | 2014 |
| Bótrágy lakossága | 1426 | 1421 | 1500 | 1846 | 1860 | 1868 | 1860 | 1875 | 1867 |

A táblázat adataiból világosan kitűnik, hogy a település lakossága 1910-től 1944-ig csak csekély mértékben változott. Majd 2012-ben elérte a maximumot 1875 fővel, ami nyolc fővel több a lakosság jelenlegi számánál. 2022. február 24-től a lakosság lélekszáma jelentősen csökkent az orosz-ukrán háború kitörését követően.

## Közlekedés
A településen átmegy a Bátyú–Királyháza–Taracköz–Aknaszlatina-vasútvonal, a falu vasútállomása helyben van.
Bótrágy a Csap–Nagydobrony–Beregszász útvonalon fekszik, 26 km-re Beregszásztól.

## Testvérvárosai
|              | Ország       | Város       | Megye / Körzet / Régió / Állam |
| ------------ | ------------ | ----------- | ------------------------------ |
| Magyarország | Magyarország | Ramocsaháza | Szabolcs-Szatmár-Bereg         |